# Velká Británie na letních olympijských hrách
Velká Británie (respektive Spojené království) na letních olympijských hrách startuje od roku 1896. Toto je přehled účastí, medailového zisku a vlajkonošů na dané sportovní události.

## Účast na Letních olympijských hrách
| Dějiště LOH            | LOH      | Vlajkonoš                                                                   | Zlatá medaile | Stříbrná medaile | Bronzová medaile | Celkem |
| ---------------------- | -------- | --------------------------------------------------------------------------- | ------------- | ---------------- | ---------------- | ------ |
| 1896 Athény            | LOH 1896 | nebyl                                                                       | 2             | 3                | 2                | 7      |
| 1900 Paříž             | LOH 1900 | nebyl                                                                       | 15            | 6                | 9                | 30     |
| 1904 St. Louis         | LOH 1904 | nebyl                                                                       | 1             | 1                |                  | 2      |
| 1908 Londýn            | LOH 1908 | Kynaston Studd                                                              | 56            | 51               | 39               | 146    |
| 1912 Stockholm         | LOH 1912 | Charles Smith                                                               | 10            | 15               | 16               | 41     |
| 1920 Antverpy          | LOH 1920 | Philip Baker                                                                | 15            | 15               | 13               | 43     |
| 1924 Paříž             | LOH 1924 | Arthur Hunt                                                                 | 9             | 13               | 12               | 34     |
| 1928 Amsterdam         | LOH 1928 | Malcolm Nokes                                                               | 3             | 10               | 7                | 20     |
| 1932 Los Angeles       | LOH 1932 | David Burghley                                                              | 5             | 7                | 5                | 17     |
| 1936 Německo           | LOH 1936 | Jack Beresford                                                              | 4             | 7                | 3                | 14     |
| 1948 Londýn            | LOH 1948 | Emrys Lloyd                                                                 | 3             | 14               | 6                | 23     |
| 1952 Helsinky          | LOH 1952 | Harold Whitlock                                                             | 1             | 2                | 8                | 11     |
| 1956 Melbourne         | LOH 1956 | George MacKenzie                                                            | 6             | 7                | 11               | 24     |
| 1960 Řím               | LOH 1960 | Dick McTaggart                                                              | 2             | 6                | 12               | 20     |
| 1964 Tokio             | LOH 1964 | Anita Lonsbrough                                                            | 4             | 12               | 2                | 18     |
| 1968 Ciudad de México  | LOH 1968 | Lynn Davies                                                                 | 5             | 5                | 3                | 13     |
| 1972 Mnichov           | LOH 1972 | David Broome                                                                | 4             | 5                | 9                | 18     |
| 1976 Montréal          | LOH 1976 | Rodney Pattisson                                                            | 3             | 5                | 5                | 13     |
| 1980 Moskva            | LOH 1980 | Richard Palmer                                                              | 5             | 7                | 9                | 21     |
| 1984 Los Angeles       | LOH 1984 | Lucinda Prior-Palmer-Green                                                  | 5             | 11               | 21               | 37     |
| 1988 Soul              | LOH 1988 | Ian C. B. Taylor                                                            | 5             | 10               | 9                | 24     |
| 1992 Barcelona         | LOH 1992 | Steve Redgrave                                                              | 5             | 3                | 12               | 20     |
| 1996 Atlanta           | LOH 1996 | Steve Redgrave                                                              | 1             | 8                | 6                | 15     |
| 2000 Sydney            | LOH 2000 | Matthew Pinsent                                                             | 11            | 10               | 7                | 28     |
| 2004 Athény            | LOH 2004 | Kate Howeyová                                                               | 9             | 9                | 12               | 30     |
| 2008 Peking            | LOH 2008 | Mark Foster                                                                 | 19            | 13               | 19               | 51     |
| 2012 Londýn            | LOH 2012 | Chris Hoy                                                                   | 29            | 18               | 18               | 65     |
| 2016 Rio de Janeiro    | LOH 2016 | Andy Murray (zahájení) Kate Richardson-Walsh (ukončení)                     | 27            | 23               | 17               | 67     |
| 2020 Tokio             | LOH 2020 | Hannah Mills Mohamed Sbihi                                                  | 22            | 20               | 22               | 64     |
| 2024 Paříž             | LOH 2024 | Tom Daley a Helen Gloverová (zahájení) Bryony Pageová a Alex Yee (ukončení) | 14            | 22               | 29               | 65     |
| Celkem                 | 30       |                                                                             | 298           | 339              | 343              | 980    |
| Zdroj na Olympedia.org |          |                                                                             |               |                  |                  |        |